# Умно село (телевизионна документална поредица)
„Умно село“ е поредица от телевизионни документални филми, посветени на артисти, интелектуалци и общественици, която се излъчва по БНТ 1 от 1998 г. до 28 декември 2019 г.
От 2020 г. някои епизоди се излъчват по „България Он Еър“.